# Sean Zevran
Sean Zevran (ur. 2 sierpnia 1988 w Shreveport) – amerykański aktor gejowskich filmów pornograficznych, także tancerz go-go.

## Życiorys

### Wczesne lata
Urodził się w Shreveport w stanie Luizjana. Wychował się w Piney Woods w East Texas, gdzie spędził wczesne lata na małej farmie w otoczeniu koni. W szkole średniej był zaangażowany w młodzieżową grupę kościoła i wziął udział w kilku akcjach misyjnych, choć z czasem jego przekonania stały się ateistyczne. Kiedy był nastolatkiem jego rodzice rozwiedli się. Po ukończeniu liceum zaciągnął się do Korpusu Piechoty Morskiej Stanów Zjednoczonych i zaczął intensywnie ćwiczyć na siłowni. Ukończył studia na wydziale filozofii Stephen F. Austin State University w Nacogdoches w Teksasie. Osiedlił się w Dallas.

### Kariera w branży porno
Po przeprowadzce do Los Angeles, w sierpniu 2011, w wieku 23 lat debiutował w pierwszej scenie z Nickiem Sterlingiem w gejowskim filmie porno wytwórni Randy Blue, do której zgłosił go przyjaciel, Brandon Wilde.
W maju 2014 podpisał kontrakt z Falcon Studios. Występował także w produkcjach Pulse Distribution, Raging Stallion, Hothouse Entertainment i Cocky Boys.
W 2017 odebrał nagrodę XBIZ w kategorii „gejowski wykonawca roku”
Zajął 13. miejsce w rankingu „najseksowniejsza gejowska gwiazda porno” (Los actores porno gay mas sexys listado 4), ogłoszonym w lipcu 2015 przez hiszpański portal 20minutos.es, a także znalazł się na liście sześciu ulubionych gejowskich gwiazd porno, stworzonej w 2017 przez portal internetowy Hornet.com. W sierpniu 2018 firma FleshJack.com przyznała mu tytuł „człowieka miesiąca”.

### Kariera poza branżą porno
Występował jako tancerz go-go, m.in. podczas Matinee Las Vegas Festival 2012.
Pracował jako model dla projektanta Andrew Christiana, reklamując bieliznę męską (bokserki i slipy).

## Nagrody i nominacje
| Rok  | Nagroda                            | Kategoria                                          | Film                                | Inni wykonawcy                            | Rezultat  |
| ---- | ---------------------------------- | -------------------------------------------------- | ----------------------------------- | ----------------------------------------- | --------- |
| 2015 | Grabby Award                       | Najlepszy wykonawca uniwersalny                    | –                                   | –                                         | Nominacja |
| 2015 | Grabby Award                       | Wykonawca roku                                     | –                                   | –                                         | Nominacja |
| 2015 | Grabby Award                       | Męski mężczyzna                                    | –                                   | –                                         | Nominacja |
| 2015 | Grabby Award                       | Najlepszy duet                                     | Auto Erotic 2 (2014)                | Boomer Banks                              | Nominacja |
| 2015 | Grabby Award                       | Najgoręszy penis                                   | –                                   | –                                         | Nominacja |
| 2015 | Grabby Award                       | Najgoręszy pasyw                                   | –                                   | –                                         | Nominacja |
| 2015 | XBIZ Award                         | Gejowski wykonawca roku                            | –                                   | –                                         | Nominacja |
| 2015 | Hookies International Escort Award | Najlepsze ciało                                    | –                                   | –                                         | Nominacja |
| 2015 | Hookies International Escort Award | Najlepszy tyłek                                    | –                                   | –                                         | Nominacja |
| 2016 | XBIZ Award                         | Gejowski wykonawca roku                            | –                                   | –                                         | Nominacja |
| 2016 | Grabby Award                       | Wykonawca roku                                     | –                                   | –                                         | Nominacja |
| 2016 | Grabby Award                       | Najlepszy wykonawca uniwersalny                    | –                                   | –                                         | Nominacja |
| 2016 | Grabby Award                       | Najlepszy duet                                     | Sidewinder (2015)                   | Sebastian Kross                           | Nominacja |
| 2016 | Grabby Award                       | Męski mężczyzna                                    | –                                   | –                                         | Nominacja |
| 2016 | Grabby Award                       | Najgorętszy pasyw                                  | –                                   | –                                         | Nominacja |
| 2016 | Grabby Award                       | Najgorętszy penis                                  | –                                   | –                                         | Nominacja |
| 2017 | XBIZ Award                         | Gejowski wykonawca roku                            | –                                   | –                                         | Wygrana   |
| 2017 | Str8UpGayPorn Award                | Najlepszy wykonawca                                | –                                   | –                                         | Nominacja |
| 2017 | Str8UpGayPorn Award                | Najlepszy tyłek                                    | –                                   | –                                         | Nominacja |
| 2017 | Str8UpGayPorn Award                | Najlepsze ciało                                    | –                                   | –                                         | Nominacja |
| 2017 | PinkX Gay Video Award              | Najlepszy duet                                     | Hard Medecine (2016)                | Armond Rizzo                              | Wygrana   |
| 2018 | Grabby Award                       | Najlepszy aktor                                    | Code of Silence (2017)              | –                                         | Nominacja |
| 2018 | Grabby Award                       | Najlepszy aktyw                                    | –                                   | –                                         | Nominacja |
| 2018 | Grabby Award                       | Wykonawca roku                                     | –                                   | –                                         | Nominacja |
| 2018 | Fleshbot Award                     | Osobowość mediów społecznościowych                 | –                                   | –                                         | Nominacja |
| 2018 | Fleshbot Award                     | Najlepszy tyłek                                    | –                                   | –                                         | Nominacja |
| 2018 | XBIZ Award                         | Gejowski wykonawca roku                            | –                                   | –                                         | Nominacja |
| 2018 | GayVN Award                        | Wykonawca roku                                     | –                                   | –                                         | Wygrana   |
| 2018 | GayVN Award                        | Najlepsza scena w duecie                           | Bathhouse Ballers (2017)            | Micah Brandt                              | Nominacja |
| 2018 | GayVN Award                        | Najlepsza scena seksu grupowego                    | Earthbound: Heaven to Hell 2 (2017) | Arad Winwin, Dean Monroe i Gabriel Alanzo | Nominacja |
| 2018 | GayVN Award                        | Nagroda fanów – Ulubione ciało                     | –                                   | –                                         | Nominacja |
| 2018 | GayVN Award                        | Nagroda fanów – Gwiazda mediów społecznościowych   | –                                   | –                                         | Nominacja |
| 2018 | GayVN Award                        | Najlepsza scena w duecie                           | Dark Matter (2017)                  | Beaux Banks                               | Nominacja |
| 2018 | Str8UpGayPorn Award                | Nagroda widzów: Ulubiona scena                     | Dark Matter (2017)                  | Beaux Banks                               | Nominacja |
| 2018 | Str8UpGayPorn Award                | Najlepszy tyłek                                    | –                                   | –                                         | Nominacja |
| 2018 | Str8UpGayPorn Award                | Nagroda widzów: Ulubiona gwiazda gejowskiego porno | –                                   | –                                         | Nominacja |
| 2018 | Str8UpGayPorn Award                | Najlepsze ciało                                    | –                                   | –                                         | Nominacja |
| 2018 | PinkX Gay Video Award              | Gwiazda porno roku                                 | –                                   | –                                         | Nominacja |
| 2019 | XBIZ Award                         | Gejowski wykonawca roku                            | –                                   | –                                         | Nominacja |
| 2019 | GayVN Award                        | Najlepsza scena seksu fetysz                       | Tie Me Up! Dick Me Down! (2018)     | JJ Knight                                 | Wygrana   |
| 2019 | Pink Gay Video Award               | Najlepszy aktor                                    | Tie Me Up! Dick Me Down! (2018)     | –                                         | Nominacja |
| 2019 | Pink Gay Video Award               | Gwiazda porno roku                                 | –                                   | –                                         | Nominacja |
| 2021 | GayVN Awards                       | Najlepsza scena seksu w duecie                     | Big Dicks Going Deep (2020)         | Rhyheim Shabazz                           | Wygrana   |